# Liste der Bodendenkmale in Dohna
In der Liste der Bodendenkmale in Dohna sind die Bodendenkmale der Stadt Dohna und ihrer Ortsteile nach dem Stand der Auflistung von Harald Quietzsch und Heinz Jacob aus dem Jahr 1982 aufgelistet. Eventuelle Änderungen und Ergänzungen, insbesondere aus der Zeit nach der Wende, sind nicht berücksichtigt, da für Sachsen aktuell keine neueren allgemein zugänglichen Bodendenkmallisten vorliegen. Die Baudenkmale sind in der Liste der Kulturdenkmale in Dohna aufgeführt.
| Denkmal-ID | Fundart            | Ortsteil | Bezeichnung                          | Zeitstellung                       | Lage                                                                         | Bemerkungen | Bild |
| ---------- | ------------------ | -------- | ------------------------------------ | ---------------------------------- | ---------------------------------------------------------------------------- | --- | ---- |
| ?          | Befestigung > Burg | Borthen  | Wehranlage „Burgstädtel“             | Mittelalter (Ende 12. Jahrhundert) | westlich von Borthen und von Burgstädtel, Geländezunge über dem Lockwitzbach | Spornlage, Graben verebnet, Schutz seit 3. Juli 1936, erneuert 21. Dezember 1959                                                                         |      |
| ?          | Befestigung > Burg | Dohna    | Wehranlage „Schlossberg“, „Burgberg“ | Mittelalter                        | südlicher Ortsrand, Bergsporn über der Müglitz                               | Spornlage mit Abschnittsgraben, durch Überbauung verändert, Schutz seit 2. August 1935, erneuert 21. Dezember 1959                                       |      |
| ?          | Befestigung > Burg | Dohna    | Wehranlage „Robisch“ 1               | Slawenzeit                         | nordnordwestlich des Orts, Bergsporn zwischen Rietzschke und Müglitz,        | Auf dem Gebiet der Gemarkungen Dohna und Gamig, Spornbefestigung mit mehrfachen Abschnittswällen, Schutz seit 2. August 1935, erneuert 21. Dezember 1959 |      |
| ?          | besonderer Stein   | Gorknitz | Steinkreuz                           | Spätmittelalter                    | östlicher Ortsausgang, südlich der Straße                                    | Einritzung eines Schwerts oder Hirschfängers, Schutz seit 21. Juni 1972                                                                                  |      |
| ?          | besonderer Stein   | Gorknitz | Steinkreuz                           | Spätmittelalter                    | östlich des Orts, südlich der Straße nach Gamig                              | Kreuzeinritzung, Schutz seit 21. Juni 1972 |      |